# Selvagem Pequena
A Selvagem Pequena (também conhecido por Pitão Grande) é uma ilha situada a sudeste da Selvagem Grande, nas ilhas Selvagens, parte integrante da Região Autónoma da Madeira, Portugal.
A Selvagem Pequena é uma ilha que apresenta uma cota baixa, rodeada de baixios que lhe permitem duplicar a sua área consoante a maré. Para além de zonas rochosas, a ilha, possui ainda dunas interiores e apresenta uma praia de areia branca. Tem uma área de apenas 20 hectares.
Existem um farol ativo e uma estação de vigilância da Reserva Natural das Ilhas Selvagens, que serve para alojar os vigias que lá vão de Abril a Novembro, época em que as condições marítimas o permitem, visto que durante o Inverno esta ilha é quase inacessível. É frequente encontrar vestígios de derrames de combustível.
A sua única elevação é o Pico do Veado, um cabeço rochoso com 49 metros de altitude na costa norte da ilha. A Selvagem Pequena localiza-se a cerca de 300 quilómetros da ilha da Madeira e a cerca de 160 das Canárias.
São raras as pessoas que já estiveram nesta ilha. O primeiro presidente da república de Portugal a visitá-la foi Cavaco Silva, em 18 de julho de 2013

## Fauna e flora
Tanto a Selvagem Pequena quanto o Ilhéu de Fora possuem uma cobertura vegetal no seu estado natural, dado que estas ilhas nunca sofreram a introdução de plantas ou animais, sendo estas verdadeiras montras do passado. Esta ilha possui nove endemismos dos onze que existem no subarquipélago Selvagens.
Na Selvagem Pequena existem apenas aves marinhas, as quais se salienta a grande colónia de calca-mar e a nidificação ocasional de gaivina-rosada e de gaivina-de-dorso-preto.